# Zlo
Zlo je pojam koji označava ono što moral odbacuje kao neprihvatljivo. Njegova je suprotnost moralno dobro.

## Zlo u religiji
U kontekstu Abrahamove vjere u židovskim spisima, zlo je vezano za griješenje, židovski „Chata” što se odnosi na „promašaj cilja” kao streljački pojam. Zlo se odnosi na moralan neuspjeh prema Bogu, zbog pomanjkanja vjere što na kraju rezultira odvajanjem od Njega. U doktrini Abrahamove vjere, zlo se poistovjećuje sa Sotonom i kao izazov vjeri i zakonu Božjem. Sotona se u židovskim, aramejskim i grčkim spisima spominje kao oličenje zla, protivnik, lažni optužitelj, protuvjernik, klevetnik, lažljivac, ubojica, bezvjernik, zao, onaj koji kuša vjeru i vreba na kolebljive. Riječ „zao” opisuje ljude i ponašanja koja uništavaju i ozljeđuju.
Pojam zloća označava namjernu ljudsku nakanu da se ozlijedi. Dok „loše” pripada konkretnom, osobnom, „zlo” više označuje temeljni koncept i odnosi se na uzrok lošeg.

## Zlo u filozofiji
U grčkoj tradiciji, Platon u svojem djelu „Zakoni” daje naslutiti da postoje dvije „svjetske duše”, jedna koja proizvodi dobro, i druga koja proizvodi zlo. No Platon odlučno odbija tezu da zlo potječe od Boga; a za ljudske su mane odgovorni ljudi sami.
U helenističkoj filozofiji, stoička i Epikurova filozofska škola suprotstavljene su i oko problema zla. Prema Epikuru, prisutnost zla u svijetu dokaz je da se bogovi ne brinu ni za ljude ni za svijet. Jer, ako bi bogovi htjeli ukloniti zlo iz svijeta, ali to ne bi mogli, tada bi bili nemoćni; a ako bi to mogli, ali ne bi htjeli, bili bi zli. Dotle stoici smatraju da svijetom upravlja Božja providnost i da ono što se s jednog stajališta čini zlom zapravo pridonosi sveukupnom savršenstvu svega.
Na stoičke se teze (ali i na neke Platonove) nadovezuje i Augustin. On kaže da zlo ne postoji samostalno; ono je puka negacija, ne-bitak. Dok za novoplatoniste ne-bitak (dakle i zlo) predstavlja materija, za kršćanske filozofe i materija je od Boga stvorena i dakle nikako nije ni zlo, ni izvor zla. Zlo je nedostatak, koji može pripasti bićima u stvorenom svijetu jer su ona po svojoj biti nesavršena. Ovo se intrinzično nesavršenstvo stvorenih bića naziva i „metafizičkim zlom”.
Prema kršćanskim filozofima, grijeh je moralno zlo, dobrovoljna krivnja. Fizičko pak zlo, odnosno ljudska patnja, jest kazna koja se opravdano trpi zbog krivnje (od istočnog grijeha nadalje) i ono je kušnja na koju Bog želi staviti ljudsku volju. Poteškoće koje se pritom javljaju (usklađivanje slobode ljudske volje s božjim sveznanjem i s dogmama milosti i predestinacije različite teološke škole rješavaju svaka na svoj način. Kroz čitavu se kršćansku filozofiju također provlači i tradicija koja zlu negira stvarno postojanje, samostalan zbiljski bitak.
Ovaj niz učenja ostat će konstantan sve do 17. st., uz povremeno javljanje dualističkih koncepcija. U 17. st. obnavlja se epikurejsko učenje i šire se nekršćanski ili čak protukršćanski nazori.  Leibniz je u svojoj Teodiceji reafirmirao tradicionalne kršćanske teze. Kasnije, prekidanjem bliskog odnosa između filozofije i teologije, problem zla našao se na marginama filozofskih rasprava. 